# Fresnillo
Ne doit pas être confondu avec Fresnillo (Mexique).
Fresnillo plc (LSE : FRES) est une compagnie minière mexicaine de métaux précieux incorporée au Royaume-Uni et dont le siège se situe à Mexico.  Fresnillo est le plus gros producteur du monde d'argent extrait du minerai (argent primaire) et le deuxième plus gros extracteur d'or du Mexique. C'est la première entreprise mexicaine à être listée à la Bourse de Londres, Fresnillo faisant partie de l'indice FTSE 100.

## Productions
- or : 922 527 onces produites en 2018. Le groupe est le second producteur mexicain d'or ;

- argent : 61,8 millions d'onces produites. Fresnillo est le premier producteur mondial d'argent primaire ;

- zinc : 88,5 Kt produites ;

- plomb  : 53,2 Kt produites.

A fin 2018, le groupe exploite 7 mines implantées au Mexique  : Fresnillo, Ciénega, Herradura, Saucito, Noche Buena, Soledad-Dipolos et San Julián.

## Principaux actionnaires
Au 2 octobre 2021:
| Industrias Peñoles                               | 75,0% |
| First Eagle Investment Management (en)           | 5,00% |
| BlackRock Investment Management (UK)             | 4,77% |
| T. Rowe Price Associates (Investment Management) | 2,28% |
| Van Eck Associates                               | 1,39% |
| The Vanguard Group                               | 0,67% |
| Baker Steel Capital Managers                     | 0,65% |
| BlackRock Fund Advisors                          | 0,53% |
| M&G Investment Management                        | 0,50% |
| Legal & General Investment Management            | 0,45% |